# Therapieunterbringungsgesetz
Das Therapieunterbringungsgesetz (ThUG) ist eine Reaktion des deutschen Gesetzgebers auf eine Entscheidung des Europäischen Gerichtshofs für Menschenrechte (EGMR) vom 17. Dezember 2009. Es regelt die Unterbringung von verurteilten Straftätern, die nach der Entscheidung des Gerichtshofs deshalb nicht länger in der Sicherungsverwahrung untergebracht werden dürfen, weil ihre Sicherungsverwahrung rückwirkend verlängert wurde. Die Unterbringung erfolgt in geschlossenen Einrichtungen, die räumlich und organisatorisch von Einrichtungen des Strafvollzuges getrennt sein müssen.
Das Therapieunterbringungsgesetz trat als Artikel 5 des Gesetzes zur Neuordnung des Rechts der Sicherungsverwahrung und zu begleitenden Regelungen am 1. Januar 2011 in Kraft.

## Kontext
In seiner Entscheidung vom 17. Dezember 2009 hatte der Menschenrechtsgerichtshof in der rückwirkenden Aufhebung der Zehnjahresgrenze für die erstmalige Sicherungsverwahrung einen Verstoß gegen die Europäische Menschenrechtskonvention gesehen. Dies hatte zu einer Kontroverse über die Frage geführt, ob die mindestens 100 Betroffenen sofort freigelassen werden müssen. Die Meinungen der Oberlandesgerichte, aber auch verschiedener Senate des Bundesgerichtshofs gehen in dieser Frage auseinander. Während der 4. Senat des Bundesgerichtshofs und die Oberlandesgerichte Karlsruhe, Frankfurt, Hamm und Schleswig-Holstein die Freilassung von betroffenen Verwahrten veranlasst haben, sprechen sich der 5. Senat des BGH und die Oberlandesgerichte von Koblenz, Nürnberg und Stuttgart dagegen aus. Die Entlassung von bisher etwa 20 Sicherungsverwahrten hat zu einem großen Medienecho und zu Aufregung in der Bevölkerung geführt.

## Inhalt des Gesetzes
Das Gesetz besagt, dass eine Person, welche nach der Entscheidung des EGMR nicht mehr länger in der Sicherungsverwahrung untergebracht werden kann, „weil ein Verbot rückwirkender Verschärfungen im Recht der Sicherungsverwahrung zu berücksichtigen ist“, weiterhin in einer geschlossenen Einrichtung untergebracht werden darf, wenn folgende Umstände vorliegen:
(1) eine psychische Störung, welche dazu führt, dass „mit hoher Wahrscheinlichkeit das Leben, die körperliche Unversehrtheit, die persönliche Freiheit oder die sexuelle Selbstbestimmung einer anderen Person erheblich beeinträchtigen wird“ und (2) die Unterbringung deshalb zum Schutz der Allgemeinheit erforderlich ist (§ 1). Dies gilt sowohl für Personen, welche sich noch in Sicherungsverwahrung befinden, als auch für solche, die bereits entlassen wurden (§ 1 Abs. 2).
Den Antrag auf Unterbringung stellt die untere Verwaltungsbehörde, in deren Zuständigkeitsbereich das Bedürfnis für die Therapieunterbringung entsteht. Befindet sich der Betroffene in der Sicherungsverwahrung, so ist auch der Leiter der Einrichtung antragsberechtigt, in der diese vollstreckt wird. Betroffene sind über die Antragstellung zu unterrichten (§ 5). Sie haben Anspruch auf einen Rechtsbeistand (§ 7). Die Entscheidung über die Unterbringung trifft eine Zivilkammer des Landgerichts (§ 3), nach Anhörung von zwei Gutachtern (§ 9). Die Unterbringung endet spätestens nach 18 Monaten, es sei denn, sie wird, nach erneuter Begutachtung, durch Gerichtsbeschluss verlängert (§ 12 Abs. 1). Das Gericht kann die Unterbringung jederzeit aufheben, sobald die Voraussetzungen entfallen sind (§ 13).
Wo die Betroffenen letztlich untergebracht werden sollen, ist im Therapieunterbringungsgesetz nicht geregelt und muss von jedem einzelnen Bundesland festgelegt werden. In jedem Fall soll die Unterbringung sich vom Strafvollzug unterscheiden, um nicht erneut einen Verstoß gegen die Europäische Menschenrechtskonvention zu riskieren.

## Einschätzung des Gesetzes
Das Gesetz stellt einen Kompromiss zwischen dem Bundesjustizministerium und dem Bundesinnenministerium dar. Es wurde von den Regierungsparteien CDU/CSU und FDP, aber auch von der oppositionellen SPD gebilligt. Dagegen haben sich sowohl die Grünen als auch die Linke ausgesprochen. Gegen das Gesetz wird einerseits vorgebracht, dass es wahrscheinlich kaum einen Anwendungsbereich finden wird, da die Verhängung der Sicherungsverwahrung volle Zurechnungsfähigkeit voraussetzt, während die Einweisung wegen einer psychischen Störung damit im Widerspruch steht. Ferner wird befürchtet, dass auch das neue Gesetz vom EGMR aufgehoben werden könnte. Auch die bundesrechtliche Zuständigkeit kann streitig sein. Für die Gefahrenabwehr sind eigentlich die Bundesländer verantwortlich, die auch entsprechende Landesgesetze für psychisch Kranke erlassen haben.
Die Deutsche Gesellschaft für Psychiatrie, Psychotherapie und Nervenheilkunde spricht von einem "Missbrauch der Psychiatrie". Durch das Gesetz werde der Psychiatrie die therapeutische Verantwortung für eine problematische Klientel aufgezwungen, der sie nach dem Stand unseres Wissens über die Grundlagen psychotherapeutischer Interventionen fachlich-therapeutisch überhaupt nicht nachkommen kann".
Die Bürgerrechtsvereinigung Humanistische Union bezeichnete das Therapieunterbringungsgesetz als eine „Umgehung der Rechtsprechung des EGMR, die dazu dient, die konventionswidrige rückwirkende Verlängerung der Dauer der Sicherungsverwahrung auf anderem Wege zu erreichen“. Zudem fehle dem Bund die Gesetzgebungskompetenz, da diese für reine Gefahrenabwehrmaßnahmen bei den Bundesländern liege.

## Nachträgliche Therapieunterbringung
Das ThUG ist in seiner Anwendung auf Personen beschränkt, die rückwirkend in Sicherungsverwahrung genommen wurden oder deren Sicherungsverwahrung nachträglich verlängert wurde. Von Anfang an gab es Tendenzen zu einer Ausweitung des Geltungsbereichs. Diese fanden im Jahre 2012 Ausdruck in einer Bundesratsvorlage, die jedoch keine Mehrheit fand. Im Koalitionsvertrag zwischen CDU/CSU und SPD vom November 2013 ist jedoch vereinbart, eine nachträgliche Therapieunterbringung generell zu ermöglichen. Dagegen haben sich namhafte Wissenschaftler und Praktiker ausgesprochen.